# Bataille de Västerås
Pour un article plus général, voir Guerre suédoise de libération.
Guerre suédoise de libération
Batailles
- Bataille de Falun (5 février 1521)
- Bataille de Brunnbäck Ferry (avril 1521)
- Bataille de Västerås (29 avril 1521)
- Conquête d'Uppsala (18 mai 1521)
- Conquête de Kalmar (27 mai 1523)
- Conquête de Stockholm (16 et 17 juin 1523)

La bataille de Västerås est une bataille de la Guerre suédoise de libération, qui a pris place le 29 avril 1521 à Badelundaåsen, près de Västerås en Suède.
À l'issue de la bataille, la ville et son château, aux mains des Danois dirigés par Christian II de Danemark, furent libérés par les rebelles suédois menés par Gustave Vasa.